# 斑點蛇胸鱔
斑點蛇胸鱔為輻鰭魚綱合鰓目合鰓魚科的其中一種，分布於巴布亞紐幾內亞及澳洲北部淡水及半鹹水流域，體瘦長，無鱗片及魚鰭，體為白色，側線發達，眼睛埋於皮膚下面，體長可達60公分，棲息在溪流、沼澤、池塘中，屬肉食性，以無脊椎動物等為食，會掘洞築巢而居，夜行性。